# 明倫歌集
『明倫歌集』（めいりんかしゅう）は、前水戸藩主徳川斉昭が、人倫を明らかにする古今の和歌千首以上を選んだ歌集。版木は文久2年晩冬（1863年初）刻。10巻5冊からなる。
従来の歌集は春夏秋冬恋雑の分類のものばかりで、忠君愛国の観点で選んだものはなかった。徳川斉昭は、人倫道徳を明らかにして修身の鑑とするために、みずからも選び、また小山田与清、吉田令世、前田夏蔭、鶴峯戊申などに命じて広く歌集を渉猟させた。歌を選んで整理し、君臣・父子・夫婦・兄弟・朋友・神祇・国体・文・武・拾遺の10部門に分類し、明倫歌集を作った。
書名は和文で『人の道を明らむる歌集（うたふみ）』、別書名を『五倫歌集』とも『明倫和歌集』ともいう。旧書名を『五倫和歌集』といった。五倫和歌集3冊は旧彰考館が所蔵している。

## 編纂の背景
明倫歌集は、徳川斉昭が世道人心に有益とみなした和歌を古今の歌集から抽出したものである。その編纂の背景には水戸学があった。
いわゆる水戸学は水戸藩主によって指導された。義公徳川光圀に始まり、後に烈公徳川斉昭が力を入れた。大義名分と国体明徴とを根本とし、幕末に多くの志士を世に送り、明治維新に寄与した。水戸学にもとづく『大日本史』は大義名分を掲げ、国体に即した史観を示した。このほか国学の発達にも水戸学からの援助が大きかった。徳川光圀は大日本史編修と共に古典の研究を志し、難波の僧・契沖を援助して万葉集を研究させた。これにより国学の基礎が築かれた。万葉集初の全註・万葉代匠記は光圀に捧げられた。こうした国学の流れが水戸学とともに明治維新の原動力の一つとなった。
国学を大成した本居宣長は玉鉾百首を詠んで国体の優美をうたった。宣長の弟子たちは、宣長の思想を基盤として庶民教化に和歌を使用した。宣長の思想を活かすため、和歌の教訓的解釈を強調した。政教主義の観点から社会秩序の安定を説いた。鈴屋学（本居流国学）は地方に広まる過程で政治や教化との結びつきを強めていった。たとえば仙台藩士で藩の文教政策に関わった保田光則は、本居大平（宣長の養嗣子）の門人でもあった。保田光則の編んだ撰集『訓誡歌集』（文政10年（1827）序）は、幼年から成年に至る男性に向けて編まれた、新しい教訓歌集であった。
後期水戸学は、藤田東湖の父・藤田幽谷が創唱した。彼は町民出身で大日本史編修総裁に抜擢された。尊王攘夷の先駆者であった。彼も万葉集を重んじた。万葉集は我が国の詩経であって、彼の国の詩に優り、正しく麗しいものだと評価していた。万葉集から歌を選んでこれを一種の経書とし、神武天皇の蘆原の歌にちなんで蘆原集と名づけようと提唱していた。徳川斉昭はこの事から明倫歌集の編纂を思いついたのではないかと言われる。

## 編纂と出版の経緯
水戸藩は天保年間（1830年～1843年）に明倫歌集の編纂を始めた。藩主徳川斉昭が発案し、藤田東湖と吉田令世との協議を経て、歌集編纂のことが決まった。編纂の目的は、日本固有の道徳が神代以来の伝統であることを和歌によって裏付けること、そして、それによって勅撰集として認められることであった。認められていたら500年以上ぶりの勅撰集になるはずであった。歌集編纂は水戸藩における『大日本史』や『八洲文藻』などの編纂事業の延長であるとともに、天保・安政の藩政改革を背景とした士民教化の目的もあった。目的が2つあったため、編纂の方針は勅撰歌集の体裁をとるのか、あるいは子弟の教育の体裁をとるのか、2つの体裁の間で揺れ続けた。勅撰歌集の体裁にしていたら春夏秋冬恋雑の分類になるところであった。
徳川斉昭は、政務の合間をぬって自ら歌を選び、人々にも選ばせた。弘道館に歌道方という部局を設けて、和歌・和文を教授させ、また明倫歌の撰集に従事させた。しかし斉昭は弘化元年（1844年）4月18日に突然、幕府により江戸に召還され、ついで5月6日、隠居・謹慎の処分を受けた。藩政改革の行き過ぎを咎められたのである。江戸の駒込で謹慎している間、投げやりにになって書き物も何もしなくなった。ただ、古い歌集を繰り返し読んで、その中に訓戒になるような歌を選んで附箋を貼って侍臣に命じて書き抜かせた。歌集の編纂だけは続けたのである。吉田令世・鶴峯戊申・西野宣明・前田夏蔭などの江戸在住の国学者が歌集編纂に携わった。
歌の収集を命じられた小山田与清と吉田令世は完成前に死去した。ついで前田夏蔭と鶴峯戊申らが命じられたが、彼らも公務に忙しかったり老衰したりして、編纂事業に難渋した。最後は吉田令世の子・尚悳が整理した。このほか西野宣明が編纂に携わり、自己の『松宇日記』に明倫歌集編纂のことを記録している。また鶴峯戊申も記録を残している。
やがて明倫和歌集が完成した。序文は嘉永4年（1951年）秋、徳川斉昭の自序であった。初め自分で起草して、吉田尚悳に修文させ、それをもとに自ら筆を執って清書した。達筆すぎて素人には読めない筆跡であった。
安政6年（1859年）8月27日、幕府は徳川斉昭に水戸での永蟄居を命じた。安政の大獄である。大獄を主導した大老井伊直弼は翌年3月3日に桜田門外の変で水戸浪士らに殺害された。この年、徳川斉昭は、吉田尚悳に命じて明倫歌集から百首を選んでカルタにした。奥女中たちの遊びにも正しい詞心を感得させようと考えたのである。大勢の女中が集まって遊ぶには百首では数が足らないということで、吉田尚悳にまた命じて、もう百首を選ばせた。合計二百首、カルタの枚数は四百枚になった。縁起をかつぐ女中たちが四（し）百を不吉な数だと言いあっていたら、斉昭が急死した。万延元年（1860年）8月15日、月見の宴の後、便所で倒れ、薨去した。享年61。
徳川斉昭薨去の翌年、文久元年（1861年）11月、松平頼位が明倫歌集の跋文を書いた。松平頼位は水戸藩支藩の宍戸藩の前藩主であった。いずれ世に広めようと置いてあった明倫歌集を、このたび堅木に彫らせて広く人々を諭すことにしたのである。文久2年晩冬（1863年初）、藩校・宍戸脩徳館にて桜木に彫った。10巻5冊を江戸の書肆・和泉屋金右衛門が発行した。弘道館蔵版もあったが、後世に伝わったのは宍戸脩徳館蔵版本である。なお、宍戸脩徳館蔵版本に引用された歌を原歌集と突き合わせて校訂すると、往々にして歌にも作者にも間違いがあるという。この蔵版は、明治初期にも印刷されたが、大正末期までには稀覯本になっており、また文字が達筆すぎて読み難い。
明倫歌集を出版した宍戸藩は、その3年後の元治元年（1864年）に取り潰された。天狗党の乱の際に、松平頼位の子で宍戸藩主の松平頼徳が、水戸藩主の名代として尊攘派水戸藩士を率いて天狗党の鎮撫に向かったが、逆に天狗党の側に立って戦ってしまい、幕府に釈明しに行って捕まって切腹させられ、宍戸藩も改易となったのである。一旦潰された宍戸藩は、慶応4年（1868年）明治新政府によって復興された。明倫歌集の跋を書いた松平頼位が藩主に再就任した。

## 序文と跋文
明倫歌集は序文や跋文などを加えて出版された。序文は徳川斉昭の自序である。これによると徳川斉昭は次のように考えた。神代には、上は天皇から下は庶民に至るまで、清い真心をもって神々を祭った。神に習うままに、国は平和であった。ことさらに教えを立てることもなく、言挙げもしなかった。それでも儒教の五倫が総て神習いの中に備わっていた。そうであるので父母を尊び妻子を慈しんだ。大国主神の若妻のスセリ姫は、「定めたる吾が夫をおきて他に男はなし」と歌った。大伴氏の遠い先祖は武人で、「山行かば草むす屍、海行かば水づく屍」、天皇の命令のままに身を尽して山や海に死骸を晒せと歌った。神代を過ぎて人の代になっても神の習いを歌い継いできた。人々の心に表裏なく、神習いの真心を受け継いできた。名教を言い立てる彼の国よりも、はるかに優れていた。教えを創らなくても、世々に詠まれた多くの歌の中に自然と言葉に現われていた。
こう考えた徳川斉昭は、神習いの真心が現われた歌を集め、人にも命じて集めさせた。幼い子供も口ずさみ、古くからの真心に染まるようにと思い、更に整理選択した。天皇の御製にも憚らずこれを採り、土民の歌も捨てずに拾った。古く万葉集からそうしているので、自分も許されるだろうと考えた。歌はおよそ千首、巻は十巻。これを「人の道を明らむる歌集（うたふみ）」と名づけた。この歌集が世に広まり人々の心を染めて、細やかで勇ましい万葉ぶりに還し、国の光を増して海外をも照らし、国内に古の道を歌う人が多ければこの書はこれで終わらない、後世にも選び重ねて何千巻にもなれば、ついには外国人たちにも我が神国の道を諭すことになり、そうなれば幸いであると思った。

### 跋文
跋文は松平頼位が書いた。これよると、この歌集に収録した「神こそは野をも山をも創りおけ 人の真の道を踏めとて」の歌の通りであれば、天下の人民は自己判断で進んではならず、ひたすら神習いに従うべきである。この書が今後、世に普及して人の心を染めていけば、異国の教えに依らなくても本来の神の道があることが分かるようになり、また、邪道な妖言を借りなくても直く正しくなるのだという。

## 内容の概要
明倫歌集は、上代より近世にわたる多数の歌集の中から、倫理道徳に関する歌を選んで収録した。始めに君臣・父子・夫婦・兄弟・朋友の五倫五常に関する分類をおいて、次いで神祇・国体・文・武・拾遺の分類に及ぶ。五倫五常を始めにおいたのは水戸学で儒教を重んじたからであった。これに神祇・国体・文武の歌を加えたのは徳川斉昭の見識であった。従来の勅撰集はいずれも神祇と仏教を並べていたが、明倫歌集では仏教を採ることなく、新たに国体歌を設けているところに、その精神があった。国体巻は巻頭に「わが国は 天照る神の 末なれば 日の本としも いふにぞありける」の歌があり、また「天地の 開けしよりや 千早ぶる 神のみ国と 云ひはじめけむ」の歌のように神国日本の精神をうたったものが見られる。
明倫和歌集編纂当時は僧侶などが観念的な道歌を創って庶民教育に用いていたが、明倫歌集はそのような道歌とは違うといわれた。古くは記紀・万葉集から採り、近世に至っては国学者の歌から多く採取している。本居宣長の歌が最も多い。宣長が国体をうたった玉鉾百首から多くを採っている。国学による道の精神はこの歌集によって具体化したといわれる。日本精神の凝集した詩魂をこの歌集によって明白に見ることができるという。その例を武歌の中から一首挙げると、賀茂季鷹の歌「大日本 神代ゆかけて 伝へつる 雄々しき道ぞ たゆみあらすな」がある。
歌数は1,200余首、内訳は君臣212首、父子240首、夫婦172首、兄弟76首、朋友161首、神祇77首、国体35首、文72首、武39首、拾遺119首である（合計1,203首）。

## その後の展開
明倫歌集は幕末志士の言動から明治以降の国民教化にまで影響を及ぼした。道徳を介して近代国家と和歌とを結びつけようとした。幕末に高まった国家意識に基づく道徳規範を和歌によって示そうとした。道徳と介して和歌が結びついたのは天皇を頂点に戴く国家像であった。和歌は近代国家の形成に利用された。

### 志士詩歌集
明倫歌集は嘉永4年（1851年）序である。黒船来航前であり、したがって幕末維新の志士の歌を収めない。
いわゆる志士詩歌集は、幕末から明治10年代（1877～1886年）にかけて成立した。幕末志士の詩歌はもともと獄中の気力を鼓舞するものであったが、明治維新以降、国家の祭祀・顕彰・教化と結びついた。民間有志が志士詩歌集を編纂した。近代国家像を支えるものであった。しかし1877年以降、明治政府が過激な勤王心に警戒するようになると、志士詩歌集は文明開化の陰に埋もれた。そのため出版されなくなっていった。
志士詩歌集の中に城兼文『殉難草』4篇（1869年）がある。志士詩歌集は動乱の中で収集されたため不正確なものもあるが、その中で『殉難草』は比較的正確であるといわれる。収録数も最も多い。和歌だけでなく、漢詩、狂歌、俳句、今様、俗謡の類いも収録されている。志士の略伝をも添える。また同著者・同年板行の『近世殉国一人一首伝』は、後年『新志士勤王詩歌評釈』の底本になるほど評価されていた。

### 教導職万葉選歌集
明治5年（1872年）に明治政府は国民教化を目的として教部省に教導職を置いた。神官や僧侶が教導職に就いた。教導職らは国民教化の一環として歌集を編纂した。堀秀成編『名教百首』（1870年成立、1874年刊）などの万葉選歌集である。それらの編纂の際、教導職らは明倫歌集を参考にした。彼らの編んだ万葉選歌集を明倫歌集と比較すると、道徳を介して和歌と国家とを結合し、和歌による民衆と国家との一体感を醸成しようとする指向が、明倫歌集以上に強まっていた。
しかし明治政府は1877年ごろから過激な勤王心に警戒するようになった。教導職も1877年の教部省の廃止にとともに事実上消滅し、1884年に正式に廃止された。

### 昭憲皇太后と明倫歌集
明治の皇后（昭憲皇太后）は、優れた歌詠みであり、また早くから道徳教育に深い関心を寄せてもいた。1876年2月、東京女子師範学校（現お茶の水女子大学）に訓戒的な御歌「みがかずば 玉も鏡も なにかせむ 学びの道も かくこそありけれ」（玉も鏡も磨かねば輝かないように学業に励まねば成らない）を下賜した。この歌は同校の校歌になった。また、翌年宮内省から教訓書「明治孝節録」を出版した。これは皇后の内意により編纂されたものであった。
時代は欧化主義の謳歌に向かった。いわゆる鹿鳴館時代である。一切の伝統を排斥して何事も西洋の風俗に倣う時代であった。男女交際の自由が説かれた。東京女子師範学校は高等師範学校女子部に改まり、学校でダンスのレッスンなどをしていた。一方で、明治政府の欧化政策に反対する天皇側近グループは、伝統主義・儒教主義の立場から徳育強化運動を行った。1882年、内藤耻叟は上奏文を奉呈し、宮中に徳育のための学校を設け、明倫修徳の実をあげることを建言した。彼は水戸藩出身の学者であり、かつ明倫歌集を編纂した吉田尚悳の友人でもあった。皇后は、1887年3月18日、華族女学校（現学習院女子中・高等科）へ訓戒的な御歌「金剛石・水は器」を下賜し、これを東京女子高等師範学校（当時は高等師範学校女子部）へも下賜した。また同年、宮内省蔵版『婦女鑑』を出版した。これは皇后の下命により、華族女学校における倫理道徳の教科書として編纂したものであった。
1890年、書家の小野鵞堂が明倫歌集をカルタに書いて皇后に献上した。皇后はこれを受け取って喜んだ。10月28日の夜、皇后は特に希望して水戸の旧藩校・弘道館に行啓し、弘道館記を見学した。弘道館は明倫歌集の撰集に従事した歌道方が置かれたところであり、また明倫歌集の版木の一つは弘道館蔵版であった。この行啓の2日後、教育勅語が渙発された。教育勅語は道徳の根拠を歴史に求めた。先祖の教えであるから従うべきだという論法であった。明倫歌集もまた、日本固有の道徳が神代以来の伝統であることを神代以来の和歌によって裏付けようとする試みであった。
明倫歌集のカルタを皇后に献上した小野鵞堂は、翌1891年、皇后と関係の深い華族女学校の書道教授に抜擢された。翌1892年、明倫歌集の活字版が刊行された。これに校註を加えた佐佐木信綱は、同書について、日本国民たるもの常にこれを読んで忠君愛国の心を養うべき、めでたい書であると讃えた。また、皇后は1896年5月18日に女子高等師範学校へ行啓して授業の様子などを視察し、特に資金を下賜した。同校はこの下賜金をもって明倫歌集を特製新調し、生徒らに配布した。

### 明治天皇御製の公開
明治天皇は歌を詠むのが趣味であったが、当初あまり上手いとはいえず、むしろ皇后の詠歌のほうが優れていた。それが1904年に始まる日露戦争を境に、天皇の詠歌は急速に進歩したといわれる。そしてその頃から天皇の御製が新聞に多く載るようになった。新聞に載る御製は教訓的なものが多かった。
御製を新聞社に漏洩していたのは、御製に点を付けていた御歌所長高崎正風であった。天皇は自分の歌が勝手に公開されることを苦々しく思い、高崎を呼んで軽く咎めた。高崎は「御製を世間に漏らすということは世道人心にために非常によいことと存じまして致したことでございます」と開き直った。世道人心によいという点に関しては、明倫歌集もまた世道人心に有益な和歌を集めたものと考えられていた。かつて徳川斉昭は明倫歌集の自序において、道徳の教えというものは素直に詠んだ歌の中に自然と現われるものだと言っていた。
当時日本に在住していた英国人アーサー・ロイドは明治天皇の御製を見て感激し、それらを選んで英訳して各国の元首に贈呈した。米国大統領セルドア・ルーズベルトは明治天皇の御製を見て、平和を熱望する明治天皇の博愛精神に感激し、日露戦争を調停することを決心したといわれる。かつて徳川斉昭は、明倫歌集の自序において、古の道を歌い選んでいけば、いずれ外国人にも我が国の道を教えることにもなるだろうと期待していた。
日露戦後、明治末期の1910年に元首相大隈重信が刊行した『国民読本』は、明治天皇の御製を編成の根本とし、小学校卒業者を対象に、日本の国体と国民性を明らかにし、また忠君愛国の意義を示して、日本国民の理想を顕明することを企図していた。同書は国民教育の教材として明治天皇の御製を体系的に用いた最初の例であった。同書に掲載された御製もまた高崎正風が漏洩したものであった。天皇は高崎に詰問した。高崎はまたも開き直って「御製のまことに尊くめでたいこと」、「国民をして常に拝誦せしむれば、風俗を正し道徳を進むるに大効あるべきを信じたること」、そして「ただ国家の為に謀りたること」を陳述した。この年、明倫歌集が池辺義象の監修により評釈を加えて振り仮名を付して出版された。学校に遊ぶ児童・少年や青年に向けて、校外の読み物として編纂された。明倫歌集の歌を暗唱できるようになれば、品格を養い行状を善くし嗜好を高める点において一生の利益になると謳われた。
明治天皇は1912年に崩御した。その後、明治天皇の歌集を編纂することになった。当初は宮中の御歌所寄人らが編纂委員となって御製を選考していたが、1917年11月、佐佐木信綱と池辺義象が編纂委員に加わった。2人はそれぞれ明倫歌集の出版で校註や監修を行った人物であった。やがて編纂が終わり、1922年に『明治天皇御集』が公刊された。これを公刊するに至った理由は「実に国民にとりて修養の鑑」であり、「教育上も極めて有益」であるからだとされた。明治天皇御集編纂委員の佐佐木信綱によると、徳川斉昭が明倫歌集を編纂したのも人倫道徳を明らかにして修身の鑑とするためであった。
大正末期の1925年、明倫歌集が新註と作者索引とを付して出版された。徳富蘇峰がこれを紹介した。

## 書誌

### 宍戸脩徳館蔵版
- 『明倫歌集』、嘉永四年秋 権中納言源朝臣斉昭 序[56]、文久元年十一月 源朝臣頼位 跋[57]、宍戸脩徳館蔵版、文久二年晩冬新鐫、頒行書肆 横山町三丁目 和泉屋金右衛門[3]、国立国会図書館デジタルコレクション蔵書（全号まとめ NDLJP:2608362）。

### 活字版
- 佐佐木信綱校註『明倫歌集』東京堂書房、1892年、奥付 NDLJP:874548/116。
- 『明倫歌集』女子高等師範学校、非売品、1896年、奥付 NDLJP:874546/111
- 池辺義象監修・桜文会編纂『評釈 明倫歌集』吉川弘文館、1910年、奥付 NDLJP:874549/181。
- 伊藤鑇治校刻『水戸景山公選 明倫歌集』興辰商会、1912年、奥付 NDLJP:874547/119。
- 佐藤仁之助箸『新註 明倫歌集』浅倉屋、1925年、奥付 NDLJP:1016800/130。
- 「明倫歌集」、加藤咄堂編『国民思想叢書 文芸篇』1930年、NDLJP:1224176/12。